# Joseph Griffiths Swayne

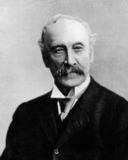
Joseph Griffiths Swayne

Joseph Griffiths Swayne (* 18. Oktober 1819 in Bristol; † 1. August 1903 ebenda) war ein englischer Mediziner und Geburtshelfer.

## Leben und Wirken
Swayne war der zweite Sohn von John Champeny Swayne einem Dozenten für Geburtshilfe an der medizinischen Schule in Bristol. Sein Großvater war annähernd sechzig Jahre Pfarrer von Pucklechurch in South Gloucestershire. Seine Mutter war die älteste Tochter des Arztes Thomas Griffiths, Doctor in Medicine of Saint James Bristol ebenfalls aus Gloucestershire.
Nach der Ausbildung am Bristol College ging Swayne bei seinem Vater in die Lehre und studierte zur gleichen Zeit an der Bristol Medical School und der Royal Infirmary. Später ging er an das Guy’s Hospital und wurde Member of the Royal College of Surgeons, MRCS und im Jahre 1841 Lizentiat der Society of Apothecaries.
Zeitweise studierte er auch in Paris und absolvierte im Jahre 1842 den Bachelor of Medicine MB der Universität von London.
Im Jahre 1845 ging er als Doctor of Medicine MD nach London und schloss sich seinem Vater als Dozent für Geburtshilfe an der medizinischen Schule in Bristol an. Er war dort alleiniger Dozent von 1850 bis zur Emeritierung im Jahre 1895 Professor tätig. Im Jahre 1853 wurde er Arzt für Geburtshilfe am Bristol General Hospital, er praktizierte dort bis 1875.
Seiner Zeit voraus legte er großen Wert auf hygienische Maßnahmen und untersagte lange Haare oder Bärte für all diejenigen, die unter seiner Ägide in der Chirurgie oder Geburtshilfe praktizierten.
Bereits 1843 untersuchte er zusammen mit zwei weiteren Kollegen Frederick Brittan und William Budd (1811–1880) das Abwasser des Londoner Abwassersystems und fanden komma-förmige Mikroorganismen. 1849 legten John Snow und William Budd eine Abhandlung vor, in der sie die Auffassung vertraten, dass Cholera von lebenden Organismen im Trinkwasser hervorgerufen würde.
Er heiratete die geborene Georgina Gunning († 1865) die Tochter des Pfarrers G. Gunning. Das Paar hatte einen Sohn und eine Tochter. Joseph Griffiths Swayne reiste im Jahre 1858 aus gesundheitlichen Gründen nach Neuseeland als passionierter Maler fertigte er einige Landschaftsbilder an. Elf Mediziner, zu denen auch der Vater von Swayne zählte, gründeten im März 1807 in Bristol die Medical Reading Society of Bristol und wie man in ihrer Gründungsurkunde vermerkte „for the purpose of promoting medical knowledge and a friendly intercourse among its members, and for purchasing medical books“. Auch Swayne war von 1845 bis 1858 Mitglied dieser Fachgesellschaft.
Swayne starb plötzlich am 1. August 1903. Er wurde auf dem Arno’s Vale Cemetery in Bristol bestattet.

## Werke (Auswahl)
- J. G. Swayne; W. Budd: An account of certain organic cells in the peculiar evacuations of cholera. Lancet, 1849, 54:398–399.
- Obstetric Aphorisms: For the Use of Students Commencing Midwifery Practice. J. & A. Churchill, London 1884
- Remarks on the Effects of Forceps-Delivery on the Infant. Br Med J. 1878 Sep 28;2(926):459-60.
- The Use of the Forceps in the First Stage of Labour. Br Med J. 1877 Apr 28;1(852):508-9.
- Remarks on Adhesion of the Placenta. Br Med J. 1875 Jun 19;1(755):801-3.
- Case of Puerperal Convulsions. Br Med J. 1873 Jun 14;1(650):668-9.
- On the Use of Obstetric Instruments. Br Med J. 1869 Jan 23;1(421):72-3.